# Liste des monuments historiques de la province de Flandre-Orientale
Cette page regroupe l'ensemble des listes des monuments historiques de la province belge de Flandre-Orientale.
- Liste des monuments historiques d'Aalter
- Liste des monuments historiques d'Alost
- Liste des monuments historiques d'Assenede
- Liste des monuments historiques d'Audenarde
- Liste des monuments historiques de Berlare
- Liste des monuments historiques de Beveren
- Liste des monuments historiques de Bracle
- Liste des monuments historiques de Buggenhout
- Liste des monuments historiques de Deinze
- Liste des monuments historiques de Denderleeuw
- Liste des monuments historiques de La Pinte
- Liste des monuments historiques de Destelbergen
- Liste des monuments historiques d'Eeklo
- Liste des monuments historiques d'Erpe-Mere
- Liste des monuments historiques d'Evergem
- Liste des monuments historiques de Gavere
- Liste des monuments historiques de Gand
- Liste des monuments historiques de Grammont
- Liste des monuments historiques de Haaltert
- Liste des monuments historiques de Hamme
- Liste des monuments historiques de Herzele
- Liste des monuments historiques de Horebeke
- Liste des monuments historiques de Kaprijke
- Liste des monuments historiques de Kluisbergen
- Liste des monuments historiques de Knesselare
- Liste des monuments historiques de Kruibeke
- Liste des monuments historiques de Kruishoutem
- Liste des monuments historiques de Laerne
- Liste des monuments historiques de Laethem-Saint-Martin
- Liste des monuments historiques de Lebbeke
- Liste des monuments historiques de Lede
- Liste des monuments historiques de Lierde
- Liste des monuments historiques de Lochristi
- Liste des monuments historiques de Lokeren
- Liste des monuments historiques de Lovendegem
- Liste des monuments historiques de Markedal
- Liste des monuments historiques de Maldegem
- Liste des monuments historiques de Melle
- Liste des monuments historiques de Merelbeke
- Liste des monuments historiques de Moerbeke-Waas
- Liste des monuments historiques de Nazareth
- Liste des monuments historiques de Nevele
- Liste des monuments historiques de Ninove
- Liste des monuments historiques d'Oosterzele
- Liste des monuments historiques de Renaix
- Liste des monuments historiques de Saint-Gilles-Waes
- Liste des monuments historiques de Saint-Laurent (Belgique)
- Liste des monuments historiques de Hautem-Saint-Liévin
- Liste des monuments historiques de Saint-Nicolas (Flandre-Orientale)
- Liste des monuments historiques de Stekene
- Liste des monuments historiques de Tamise
- Liste des monuments historiques de Termonde
- Liste des monuments historiques de Waarschoot
- Liste des monuments historiques de Waesmunster
- Liste des monuments historiques de Wachtebeke
- Liste des monuments historiques de Wetteren
- Liste des monuments historiques de Wichelen
- Liste des monuments historiques de Wortegem-Petegem
- Liste des monuments historiques de Zele
- Liste des monuments historiques de Zelzate
- Liste des monuments historiques de Zingem
- Liste des monuments historiques de Zomergem
- Liste des monuments historiques de Zottegem
- Liste des monuments historiques de Zulte
- Liste des monuments historiques de Zwalin